# يورغن شميد
يورغن شميد (بالألمانية: Jürgen Schmid) (11 فبراير 1982 بارسبرغ ألمانيا - ) هو لاعب كرة قدم ألماني يلعب كمهاجم.

## روابط خارجية
- يورغن شميد على موقع قاعدة بيانات كرة القدم.إي يو (الإنجليزية)
- يورغن شميد على موقع بيانات كرة القدم. دي إي (الألمانية)
- يورغن شميد على موقع Soccerway.com (الإنجليزية)
- يورغن شميد على موقع عالم كرة القدم.نت (الإنجليزية)